# Élections législatives indonésiennes de 1955
Les élections législatives indonésiennes de 1955 furent les premières élections générales de l'histoire de la république d'Indonésie, qui avaient proclamé son indépendance le 17 août 1945. Elles se tinrent le 29 septembre 1955 pour l'Assemblée délibérative du peuple et le 15 décembre 1955 pour l'assemblée constituante. Le taux de participation fut de 91,5 %, avec 37 millions de votants. 28 partis se présentaient. Les quatre premiers : PNI (soekarniste), Masyumi (démocrate musulman), Nahdlatul Ulama (musulman traditionaliste) et PKI (Parti communiste indonésien) obtinrent 75 % des voix, à parts à presque égales.

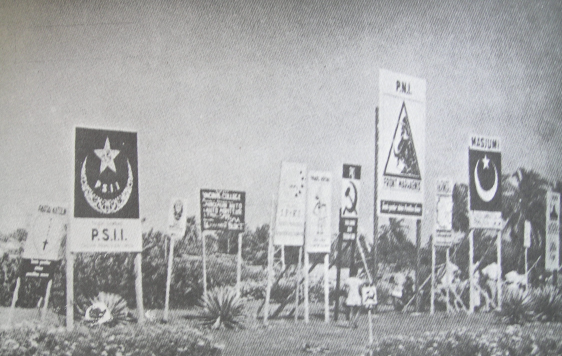
Les élections de 1955 en Indonésie

Source : Ricklefs, M. C., A History of Modern Indonesia since c. 1200 (3e édition), Stanford University Press, 2001

## Résultats
| Parti                                           | Voix       | Voix en % | Sièges |
| ----------------------------------------------- | ---------- | --------- | ------ |
| PNI                                             | 8 434 653  | 22,3      | 57     |
| Masyumi                                         | 7 903 886  | 20,9      | 57     |
| Nahdlatul Ulama                                 | 6 955 141  | 18,4      | 45     |
| PKI                                             | 6 176 914  | 16,4      | 39     |
| PSII (Partai Syarikat Islam Indonesia)          | 1 091 160  | 2,9       | 8      |
| Parkindo (Partai Kristen Indonesia, protestant) | 1 003 325  | 2,6       | 8      |
| Partai Katolik                                  | 770 740    | 2         | 6      |
| Parti socialiste indonésien                     | 753 191    | 2         | 5      |
| Murba (Parti Prolétarien)                       | 199 588    | 0,5       | 2      |
| Autres                                          | 4 496 701  | 12        | 30     |
| Total                                           | 37 785 299 | 100       | 257    |